# Johann August von Starck
Johann August von Starck (Schwerin, 28 ottobre 1741 – Darmstadt, 3 marzo 1816) è stato un presbitero, teologo e saggista tedesco della Chiesa Luterana.
Esponente di spicco della Massoneria, negli ultimi anni di vita sposò posizioni antimassoniche.

## Biografia
Figlio del predicatore del Duomo di Schwerin Samuel Christfried Starck (1688–176tudiò lingue orientali all'Università di Gottinga, laureandosi con una tesi intitolata Ubebernahmnen aus dem Heidentum in das Christentum (Integrazioni del paganesimo nel Cristianesimo), realizzata con la supervisione di Johann David Michaelis. Il testo estendeva al Nuovo Testamento le tesi ideate dal teologo John Spencer che voleva derivare il Vecchio Testamento dalla religione pagana dell'Antico Egitto. Quando iniziò si immatricolò nel 1761, fu ammesso nella loggia massonica a Gottinga.
Nel 1763 la'mico teologo e geografo luterano Anton Friedrich Büsching gli trovò un posto da insegnante storia antica e orientalistica a San Pietroburgo, quando non si era ancora laureato. La qualifica di Magister gli fu assegnata in tre anni più tardi, mentre non si trovava in Germania. A San Pietroburgo Starck incontrò il conte Pëtr Ivanovič Melissino, luogotenente generale dell'esercito imperiale russo, di ascendenza greca. Da lui fu iniziato agli alti gradi in una loggia massonica altamente selettiva che aveva recepito la conoscenza segreta degli Ebrei e degli Egiziani e che si era organizzata con un sistema particolare il cui settimo e ultimo grado era denominato "Magnus Sacerdos Templariorum". Si unì poi alla loggia massonica di Rito di Stretta Osservanza fondata da Karl Gotthelf von Hund a Carlsbrunn, non distante da Löbau.
Sempre da studente universitario, nel 1765 fu iniziato in Massoneria (all'interno della Biblioteca Reale di Parigi) e con altri compagni fondò a Wismar una loggia massonica riconosciuta nel circuito dei centri del Rito di Stretta Osservanza.
Dopo appena un anno di militanza a Parigi, la sua conversione al cattolicesimo nel 1766 risultò sospetta e gli procurò l'accusa di voler infiltrare i corpi massonici per conto della Compagnia di Gesù.. Le accuse furono mosse soprattutto dal confratello massone Christoph Friedrich Nicolai.
Nel 1768, fece probabilmente ritorno a San Pietroburgo per gestire alcuni affari massonici. A partire dal 28 settembre 1769, si stabilì a Königsberg, vicino del filosofo Immanuel Kant. Entrambi erano in affitto presso il libraio Kanter, dove apparentemente Starck non doveva però pagare l'affitto. Per i tipi del tipografo Kanter, attivo in quegli anni a Konigsberg pubblicò nel 1770 il volume Apologie des Ordens der Frey Maurer / Von dem Bruder ... Mitgliede der ... Schottischen Loge
Nell'aprile 1774 sposò Maria Albertine Schultz, la figlia più giovane del sovrintendente generale Franz Albert Schultz. La coppia non ebbe figli e nel 1812 adottarono due parenti maschi di lei, Karl von Starck e Gustav von Starck. Von Stark divenne primo cappellano di corte, terzo cattedratico di teologia e sovrintendente generale nonché presidente del Concistoro luterano prussiano di Königsberg, l'unità regionale del Concistoro luterano superiore di Berlino che esercitava la propria autorità ecclesiastica sull'intero regno. Uno dei compiti del sovrintendente generale di Königsberg era la supervisione delle scuole della Prussia orientale. Il predecessore di von Starck in tale ruolo fu Daniel Heinrich Arnoldt, mentre il successore diretto fu Johann Ernst Schulz.
A seguito delle critiche del clero protestante, nel 1777 dovette dimettersi dalla cattedra di orientalistica dell'Università di Königsberg che aveva occupato per otto anni. Nello stesso anno, si trasferì all'Academia Petrina di Mitau, che all'epoca era capitale del Ducato di Curlandia e Semigallia e un importante centro della Massoneria, dove maturò un sentimento di estraneità sia nei confronti del confratelli politicamente impegnati che di quelli in cerca di una forma di socializzazione personale.
Anche a causa del suo carattere chiuso e riottoso, divenne inviso alla città finché nel 1781 si trasferì a Darmstadt, dove fu nominato cappellano e predicatore di corte e e sovrintendente generale per le scuole di Gießen e Darmstadt. Qui trascorse il resto della sua vita ricoprendo tali ruoli. Il granduca Luigi I d'Assia lo fece barone e in tal modo il suo cognome divenne von Starck.
Si spense il 3 marzo 1816.

## Scritti e idee
Starck mostrò una fede deista atta a colmare le contraddizioni dottrinali.
Nel 1770, pubblicò in forma anonima Apologie des Ordens der Freymaurer dove sosteneva che la sapienza dei misteri eleusini, la Massoneria e il Cristianesimo erano essenzialmente una cosa sola.
Cinque anni dopo, diede alle stampe Hephästion, opera fortemente anticristiana che derivava dal paganesimo vari aspetti della religione di Gesù. Georg Christoph Pisanski (1725–1790) gli replicò con lo scritto Antihephästion.
Durante la Rivoluzione francese, Starck fece appello al conservatorismo riformista. Nella rivista Eudämonia fu un importante promotore della Teoria del complotto che attribuiva lo scoppio della Rivoluzione all'opera segreta di filosofi illuministi, illuminati e massoni.
Nel 1780, pubblicò la sua prima opera teologica di impronta conservatrice, Freymüthigen Betrachtungen über das Christenthum“
Sulla scia di quest'opera, nel 1803 pubblicò il volume Der Triumph der Philosophie im achtzehnten Jahrhunderte (Il trionfo della filosofia nel Settecento) nel quale attaccava la massoneria francofona, a suo dire colpevole del declino della religione del "Secolo dei Lumi", facendo proprie le tesi del gesuita Augustin Barruel sulla Rivoluzione francese, espresso in particolare in Denkwürdigkeiten zur Geschichte des Jakobinismus (Memorie sulla storia del giacobinismo, 11797-1798).
Nella sua corrispondenza con il massone zurighese Diethelm Lavater, tuttavia, Starck sottolineò fino alla fine della sua vita di essere rimasto massone.